# TJ Maxx
TJ Maxx (eigen schrijfwijze T•J•maxx ) is een Amerikaanse warenhuisketen, die over het algemeen tegen lagere prijzen verkoopt dan andere grote soortgelijke winkels. Het heeft meer dan 1.000 winkels in de Verenigde Staten en is daarmee een van de grootste kledingretailers van het land. TJ Maxx is de vlaggenschipketen van TJX Companies. Het verkoopt heren-, dames- en kinderkleding en schoenen, speelgoed, bad- en schoonheidsproducten, accessoires en huishoudelijke artikelen, variërend van meubels tot keukengerei.
TJ Maxx en Marshalls opereren als zusterwinkels en delen een vergelijkbare aanwezigheid in het hele land. Hoewel hun prijzen bijna identiek zijn en ze een vergelijkbare winkelindeling hebben, heeft Marshalls een luxere uitstraling dan TJ Maxx  en verkoopt doorgaans een groter assortiment fijne sieraden en accessoires. Sommige winkels met een grotere oppervlakte hebben een high-end designerafdeling genaamd The Runway.
De directeur van TJX Companies is Ernie Herrman.

## Geschiedenis
TJ Maxx werd in 1976 opgericht in Framingham, Massachusetts, door Bernard Cammarata en de Zayre-keten van discountwarenhuizen. Zayre had geprobeerd Marshalls te kopen, maar was daar niet in geslaagd. Daarop huurde Zayre Cammarata in, die Marshalls' hoofd merchandising was geweest, om een rivaliserende keten te creëren. Het concept bleek zo succesvol dat Zayre zijn gelijknamige keten in september 1988 verkocht aan Ames, een rivaliserend discountwarenhuis. In december kondigde Zayre een herstructureringsplan voor het bedrijf aan en werd omgedoopt tot "TJX Companies, Incorporated". TJX kocht Marshalls in 1995.
In het najaar van 1998 opende TJ Maxx de winkelketen A.J. Wright. Deze keten is in januari 2007 gesloten.
In maart 2009 lanceerde TJX een webshop, waar aanvankelijk alleen handtassen werden verkocht. Later werd het assortiment uitgebreid met kleding, schoenen, sieraden, andere accessoires en enkele huishoudelijke artikelen.
In Europa staat TJ Maxx bekend als TK Maxx. Daar zijn vestigingen in het Verenigd Konikrijk, Ierland, Polen, Nederland en Duitsland. De naam werd aangepast om verwarring met de Britse winkelketen T.J. Hughes te voorkomen. Het Europese hoofdkantoor is gevestigd in Watford, Hertfordshire.

### Vergelijking met concurrenten
Business Insider beschreef TJ Maxx als "Macy's ergste nachtmerrie" in een vaak geciteerd artikel uit 2016 van Mallory Schlossberg. In een later artikel rapporteerde Schlossberg ook hoe de stijgende verkoop van TJ Maxx "zorgwekkend zou moeten zijn voor noodlijdende warenhuizen die vechten om mensen de volle prijs te laten betalen." Terwijl off-price retailers een toenemende bedreiging werden voor traditionele warenhuizen, wat een verandering in het koopgedrag van de consument aangaf, groeide de omzet van TJ Maxx en overtrof die van Macy's.
Volgens The Economist "zijn de overheadkosten bij TJX en Ross, als percentage van de omzet, ongeveer de helft van die van Macy's of Nordstrom". Fortune verklaarde dat "de snellere voorraadomloop en het gevoel dat een item op een rek er de volgende week misschien niet is bij een TJ Maxx of een Marshalls heeft geleid tot een grote groei in dit detailhandelssegment.

### Data diefstal
In 2007 maakte het bedrijf een inbreuk op de computerbeveiliging bekend die terugging tot 2005: computerhackers hadden sinds januari 2003 toegang gekregen tot informatie over creditcard- en debetkaartrekeningen voor transacties. Hierdoor werden meer dan 100 miljoen klanten blootgesteld aan mogelijke diefstal van hun bankrekeninggegevens. Volgens het bedrijf had dit gevolgen voor klanten die hun kaart tussen januari 2003 en juni 2004 gebruikten in een filiaal van TJ Maxx. Gegevens werden gestolen door hackers die in juni 2005 software installeerden via wifi, waarmee ze toegang kregen tot persoonlijke informatie over klanten. Het datalek duurde voort tot januari 2007.
De getroffen TJX-winkels waren onder meer TJ Maxx, Marshalls, Winners, HomeSense, AJ Wright, KMaxx, Bob's Stores in de Verenigde Staten, Winners en HomeGoods-winkels in Canada, en mogelijk TK Maxx-winkels in het Verenigd Koninkrijk en Ierland.
Elf mensen van over de hele wereld werden in 2008 beschuldigd van de inbreuk. In 2007 schatte externe beveiligingsprovider Protegrity dat de verliezen van TJ Maxx als gevolg van het datalek de volgende jaren tot £ 800 miljoen zouden kunnen oplopen, als gevolg van het betalen voor kredietcontroles en administratieve kosten ten gevolge van het datalek.
De TJ Maxx Corporation werd aangeklaagd door de Massachusetts Bankers Association en mede-eisers, waaronder Maine en Connecticut Associated Banks, voor de gegevensdiefstal. In maart 2010 werd computerhacker Albert Gonzalez veroordeeld tot 20 jaar gevangenisstraf nadat hij had bekend dat hij creditcard- en debetkaartgegevens had gestolen van een aantal bedrijven, waaronder TJ Maxx.